# Batalla del Espíritu Santo
La Batalla del Espíritu Santo fue un conflicto armado centroamericano ocurrido en 1839 entre tropas federales y secesionistas luego del derrocamiento del gobierno liberal del Estado de Guatemala del Dr. Mariano Gálvez y el inicio de las gestas militares del general conservador Rafael Carrera. El presidente federal itinerante, general Francisco Morazán mantenía a la fuerza la unión centroamericana que los liberales pretendían, pero la fuerza de la Iglesia Católica, el resurgimiento paulatino del poder del Clan Aycinena y de los conservadores guatemaltecos en colaboración con el caudillo mestizo Carrera, resquebrajó la federación.

## Antecedentes
Los criollos conservadores de Guatemala, El Salvador y Honduras, tenían intenciones de desligarse de la Federación Centroamericana que los liberales habían impuesto apoyado en la habilidad militar de Morazán. Uno de los primeros movimientos para esta secesión ocurrió en Guatemala, en donde con la participación de los sacerdotes católicos que corrieron el rumor de que el gobierno liberal de Mariano Gálvez estaba envenenando los ríos con cólera morbus el campesinado indígena y mestizo se alzó contra el gobierno liberal de Gálvez. De esta revuelta surgió el líder campesino Rafael Carrera, en quien los líderes conservadores guatemaltecos del Clan Aycinena pusieron sus esperanzas de recuperar el poder y los bienes que les habían sido arrebatados tras la invasión liberal de Francisco Morazán a Guatemala en 1829.
Las tropas de Carrera y Turcios invadieron la provincia de El Salvador ya que la sede de gobierno federal momentáneo estaba en la ciudad de San Salvador. Las tropas federales de Honduras y Nicaragua se aliaron contra las milicias voluntarias de Carrera, a quienes derrotaron el 24 de octubre de 1838 en Mataquescuintla, donde el caudillo guatemalteco tenía su centro de operaciones.
El 28 de octubre de 1838, las milicias guatemaltecas al mando de Carrera invadieron nuevamente el territorio salvadoreño; tomando las ciudades de Santa Ana y Ahuachapán cometiendo algunas atrocidades en venganza por las que habían cometido las tropas morazanistas en Guatemala. Las tropas aliadas al mando de Morazán rechazaron a Carrera hasta Chiquimula en diciembre de 1838; hubo muchos prisioneros de guerra y captura de municiones. Carrera fue perseguido hasta que fue capturado cerca de Quetzaltenango, y el gobernador de Guatemala Mariano Rivera Paz fue destituido y en su lugar colocaron al militar salvadoreño Carlos Salazar Castro.
Morazán no pudo fusilar a Carrera luego de capturarlo, pues lo necesitaba vivo para que no se produjera una revuelta campesina en Guatemala; se vio obligado a dejarlo como jefe militar de Mita, pero sin armas. Carrera entonces recibió una invitación del general Francisco Ferrera para conferenciar en Honduras, en donde Ferrera regaló mil armas inglesas a Carrera y acordaron dar un golpe de Estado contra Carlos Salazar Castro en Guatemala y reinstalar a Mariano Rivera Paz mientras Ferrera atacaría a Morazán en otro frente.

## La batalla
El 23 de febrero de 1839, las tropas aliadas de Nicaragua y Honduras se movilizaron con mil doscientos efectivos hacia territorio de El Salvador, pasando la frontera. Timoteo Menéndez que estaba en su segundo periodo de jefe de Estado salvadoreño nombra al general Francisco Morazán, comandante de armas del ejército salvadoreño y así que prepare la contraofensiva.
Morazán llevaba setecientos hombres para la Batalla del Espíritu Santo, en Corinto. El encuentro armado se produjo entre el 5 y el 6 de abril de 1839. Las tropas salvadoreñas activas vencieron en la contienda a las tropas aliadas de Nicaragua y Honduras. Al menos doscientos soldados de las tropas de Honduras y Nicaragua murieron en el campo de batalla, y hubo alrededor de treinta bajas del lado de El Salvador. El ejército hondureño-nicaragüense tocó la retirada y marcharon hacia territorio hondureño, perseguidos por las tropas salvadoreñas.
Mientras las tropas de Morazán estaban ocupadas en Corinto, Carrera invadió la Ciudad de Guatemala sin hacer un solo tiro: Salazar y los dirigentes liberales que estaban envalentonados por la captura del caudillo huyeron por los tejados y luego alcanzaron la frontera disfrazados de campesinos. Tras ese victoria, se enteró de que el Estado de Los Altos había declarado su formación, y entonces marchó hacia dicha región a imponer su autoridad por la fuerza; retomó el estado y le advirtió que les perdonaba la vida solamente por una vez, pero no dos.

## Tratado de Paz
El 5 de junio de 1839, el presidente interino de Honduras, abogado José María Guerrero de Arcos y Molina comisionó al abogado Justo Vicente José de Herrera y Díaz del Valle como representante de Honduras ante el presidente de El Salvador, Antonio José Cañas, para firmar un “Tratado de Paz” el cual fue ratificado y rubricado por José Miguel Montoya, de parte de los salvadoreños y el mismo licenciado Justo Vicente José de Herrera por los hondureños.

## Invasión unionista
El 9 de agosto el presidente interino designado Mariano Garrigó presentó su renuncia al cargo, junto con el Coronel Andrés Brito, Comandante de armas de la capital hondureña, dejando acéfalo el Estado. Unos días después, el 24 de agosto de 1839, las tropas aliadas del General José Trinidad Cabañas arribaron hasta la ciudad de Comayagua -entonces la capital hondureña- y la tomaron sin la menor resistencia, después de haber tomado Tegucigalpa.

## Consecuencias
- El pretexto de la batalla fue el de intentar liberar al pueblo salvadoreño del gobierno liberal de Morazán; en realidad, Carrera tenía intenciones de vengar los abusos que las fuerzas liberales de Morazán cometieron en contra de los sacerdotes católicos tras la invasión de 1829.[5]
- El poder de Morazán sobre la Federación quedó muy fracturado:
  - Una nueva confrontación se produciría en la Batalla de San Pedro Perulapán.
  - Al enterarse de que Carrera había retomado Guatemala y reincorporado el Estado de los Altos, Morazán decidió atacarlo; Carrera lo vencería, dando fin a su liderazgo político y militar en la región.
- Los conservadores de Guatemala, El Salvador, Nicaragua y Honduras daban total apoyo a Rafael Carrera, con tal de no conformar otra nación centroamericana.

## Nota
1. ↑  Rafael Carrera contaba con una fuerza ofensiva de alrededor de seiscientos voluntarios y doscientos jinetes.
2. ↑  González Davison (2006). op.cit. «Los criollos liberales, tras la derrota de Gálvez se habían refugiado en Quetzaltenango y formado el Estado de Los Altos para contrarrestar el poder de Carrera».